# Targa Florio 1924

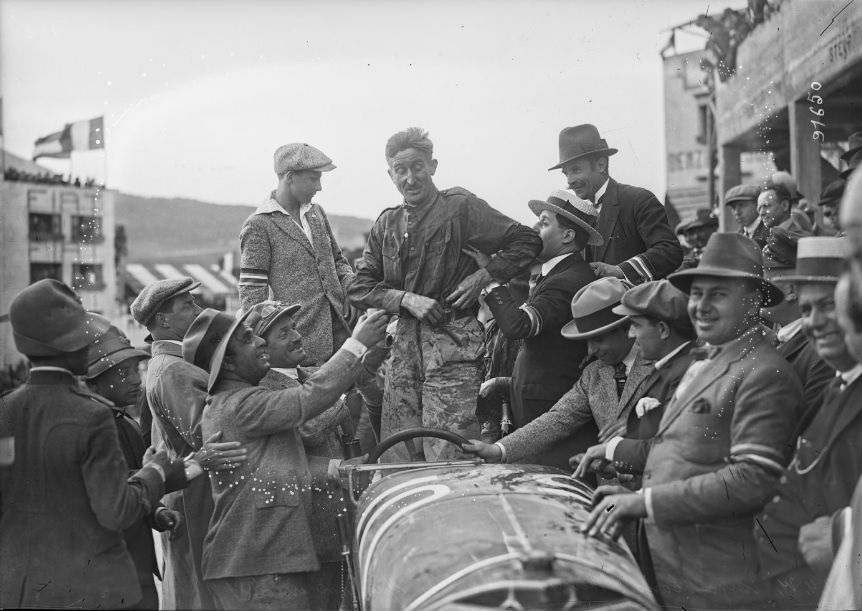
Rennsieger Christian Werner, nachdem er nach der Targa Florio auch die Coppa Florio gewonnen hatte

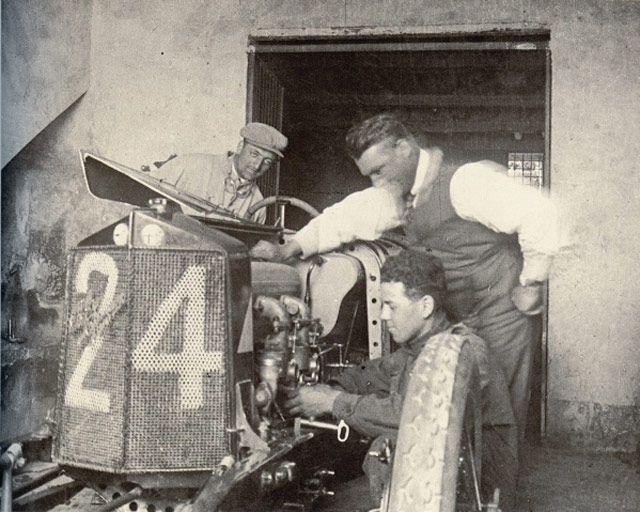
Antonio Ascari mit seinem am Alfa-Romeo-Motor arbeitenden Mechaniker Giulio Ramponi. Im Hintergrund Enzo Ferrari

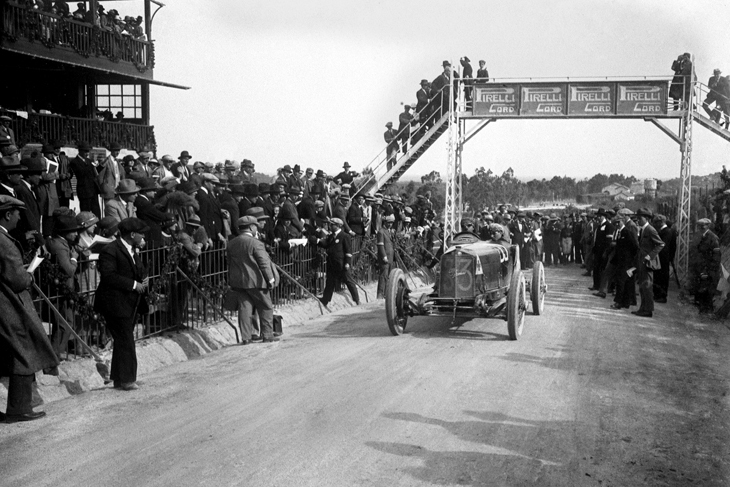
Der viertplatzierte Giuseppe Campari beim Rennstart

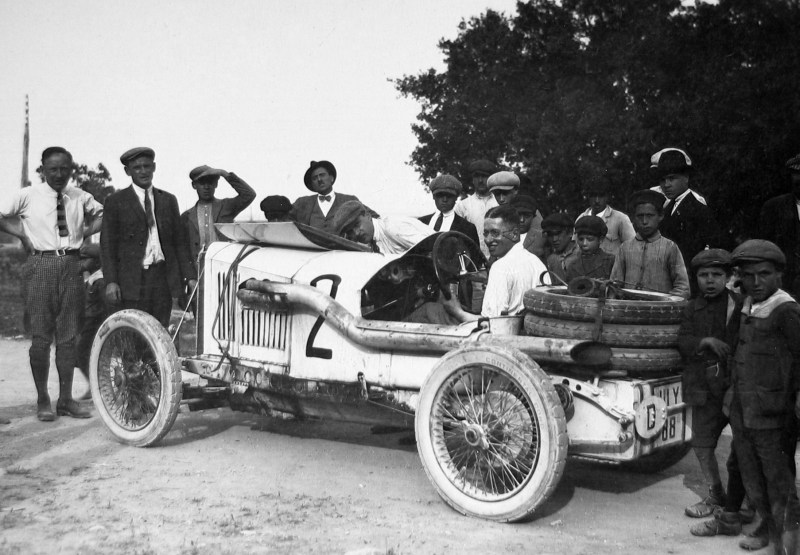
Walter Kaufmann im Steiger 10/50 PS/2.6

Die 15. Targa Florio, auch XV Targa Florio, war ein Straßenrennen auf Sizilien und fand am 27. April 1924 statt.

## Vorgeschichte
Eine der frühen Veranstaltungen der Motorsportgeschichte war 1900 die Automobilwoche Brescia. Rund um die lombardische Stadt Brescia fanden Rennen mit unterschiedlichen Teilnehmern und Distanzen statt. Nachdem Vincenzo Florio 1905 50.0000 Italienische Lire als Siegespreis gestiftet hatte, wurde die Veranstaltung in Coppa Florio umbenannt. Auf die Umbenennung folgte 1914 die Verlegung des Rennens von Oberitalien nach Sizilien.
1914 fand die Coppa eine Woche nach der Targa Florio statt. Im Unterschied zur Targa, die zum dritten Mal als Giro di Sicilia eine Fahrt rund um die größte Mittelmeerinsel war, fuhren die Teilnehmer der Coppa am Grande circuito delle Madonie. Da zwei Rennen ähnlicher Ausprägung innerhalb weniger Wochen am selben Ort wenig zielführend erschienen, entschieden die Offiziellen um Vincenzo Florio, die beiden Rennen 1924 zu einer Veranstaltung zusammenzulegen. Je nach Sichtweise war die vier Runden lange Targa Florio jetzt ein Rennen innerhalb der fünf Runden umfassenden Coppa Florio oder die Coppa einfach eine um eine Runde verlängerte Targa. Um bei der Coppa gewertet zu werden, mussten die zur Targa gemeldeten Fahrer nach der Zieldurchfahrt nur eine Runde weiterfahren.

## Das Rennen

### Teams, Hersteller und Fahrer
Zum dritten Mal nach 1921 und 1922 beteiligte sich die Daimler-Motoren-Gesellschaft mit Werkswagen an der Targa Florio. Die eingesetzten Fahrzeuge basierten auf dem 2-Liter-Rennwagen, der für das 500-Meilen-Rennwagen von Indianapolis 1923 gebaut wurde. Der neue 2-Liter-Vierzylinder-Reihenmotor, der mit zugeschaltetem Roots-Kompressor 126 PS leistete, war die erste Arbeit von Ferdinand Porsche für seinen neuen Dienstgeber. Schon Giulio Masetti hatte 1922 seinen siegreichen Mercedes rot lackiert, um Anschläge und Steinwürfe von nationalistischen Zuschauern auf sein Auto zu verhindern. 1924 folgte Daimler dieser Idee und ging entgegen der gängigen Praxis in Weiß zu fahren mit roten Wagen ins Rennen. Als Fahrer wurden Christian Werner, der Grand-Prix-Veteran Christian Lautenschlager, Sieger des Großen Preises von Frankreich 1914, und der spätere Daimler-Benz-Rennleiter Alfred Neubauer (mit dem Ferdinand Porsche als Beifahrer mitfuhr) gemeldet. Zwei weitere Unternehmen repräsentierten den deutschen Automobilbau: Steiger aus dem baden-württembergischen Burgrieden und die Berliner Aktiengesellschaft für Automobilbau, wo mit dem Aga 6/30 PS eigens ein Rennwagen gebaut wurde.
Schon zur Tradition wurde die Teilnahme der Österreichischen Waffenfabriks-Gesellschaft mit ihren Steyr-Wagen. Das Fahrertrio entsprach der Vorjahres-Mannschaft. Ferdinando Minoia – Dritter 1923 –, Gastone Brilli-Peri und der Österreicher Hermann Rützler. Stark vertreten war auch der französische Motorsport, mit Werkswagen von Ballot und Peugeot. 
Die „Speerspitze“ der italienischen Hersteller übernahm erneut Alfa Romeo. In der Rennabteilung hatte Vittorio Jano die Leitung übernommen und den RLS konsequent weiterentwickelt. Zu den Stammpiloten Antonio Ascari und Giuseppe Campari kam der Franzose Louis Wagner ins Team. Wie im Vorjahr erhielt der zweifache Targa-Florio-Sieger Giulio Masetti, der Löwe der Madonie, einen Werkswagen. 
Das erste spanische Fahrzeug war der mächtige 8-Liter-Hispano-Suiza mit André Dubonnet am Steuer.

### Der Rennverlauf
Wie erwartet war Giulio Masetti mit seinen hervorragenden Streckenkenntnissen der Fahrer, den es zu besiegen galt. Das gelang 1924 nur dem Mercedes-Piloten Christian Werner, der in der zweiten Runde die Führung übernahm und sie gegen die heftigen Angriffe von Masetti bis ins Ziel verteidigen konnte. Bei Antonio Ascari wiederholte sich das Drama aus dem Vorjahr; er scheiterte erneut wenige Meter vor dem Ziel. An zweiter Stelle liegend hatte er in der letzten Kurve vor dem Ziel einen Dreher. Mit der Hilfe herbeigeeilter Zuschauer gelang es Ascari schnell, den Wagen wieder flottzumachen. Wider besseres Wissen ließ er sich mitsamt dem Wagen von den Zuschauern über die Ziellinie schieben. Diesmal kannte die Rennleitung kein Pardon und disqualifizierte Ascari wegen der Inanspruchnahme fremder Hilfe.

## Ergebnisse

### Schlussklassement
| 1               | Racing/Sport 2.0      | 10 | Daimler-Motoren-Gesellschaft               | Christian Werner         | Mercedes Tipo Indy 2000 120 PS | 6:32:37,400 |
| 2               | Racing/Sport 4.5      | 11 | Accomandita Ing. Nicola Romeo & Co         | Giulio Masetti           | Alfa Romeo RLS/3.6             | 6:41:04,200 |
| 3               | Racing/Sport 1.5      | 8  | Fabbrica Italiana Automobili Torino        | Pietro Bordino           | Fiat 501SS Speciale/1.5        | 6:46:34,000 |
| 4               | Racing/Sport 3.0      | 33 | Accomandita Ing. Nicola Romeo & Co         | Giuseppe Campari         | Alfa Romeo RLS/3.0             | 6:46:51,600 |
| 5               | Racing/Sport 4.5      | 28 | SA des Automobiles et Cycles Peugeot       | André Boillot            | Peugeot 174S/3.8               | 6:47:01,000 |
| 6               | Racing/Sport über 4.5 | 1  | Hispano-Suiza, Fabrica de automoviles S.A  | André Dubonnet           | Hispano-Suiza H6C Speciale/8.0 | 6:50:24,600 |
| 7               | Racing/Sport 4.5      | 3  | Österreichische Waffenfabriks-Gesellschaft | Hermann Rützler          | Steyr IV/4.0                   | 6:52:44,200 |
| 8               | Racing/Sport 4.5      | 4  | SA des Automobiles et Cycles Peugeot       | Giulio Foresti           | Peugeot 174S/3.8               | 6:52:45,000 |
| 9               | Racing/Sport 3.0      | 35 | Accomandita Ing. Nicola Romeo & Co         | Louis Wagner             | Alfa Romeo RLS/3.0             | 6:55:58,600 |
| 10              | Racing/Sport 2.0      | 32 | Daimler-Motoren-Gesellschaft               | Christian Lautenschlager | Mercedes Tipo Indy 2000 120 PS | 7:07:18,000 |
| 11              | Racing/Sport 4.5      | 27 | Österreichische Waffenfabriks-Gesellschaft | Gastone Brilli-Peri      | Steyr IV/4.0                   | 7:10:55,000 |
| 12              | Racing/Sport 3.0      | 13 | SA Autocostruzioni Diatto                  | Alfieri Maserati         | Diatto 4 DS Speciale           | 7:11:03,800 |
| 13              | Racing/Sport 4.5      | 18 | SA des Automobiles et Cycles Peugeot       | Christian Dauvergne      | Peugeot 174S/3.8               | 7:13:45,400 |
| 14              | Racing/Sport 3.0      | 16 | Steiger AG                                 | Daniel Maier             | Steiger 10/50 PS/2.6           | 7:26:56,000 |
| 15              | Racing/Sport 2.0      | 23 | Daimler-Motoren-Gesellschaft               | Alfred Neubauer          | Mercedes Tipo Indy 2000 120 PS | 7:33:19,800 |
| 16              | Racing/Sport 1.5      | 6  | Aktiengesellschaft für Automobilbau        | Willy Scholl             | Aga 6/30 PS/1.5                | 7:40:48,800 |
| 17              | Racing/Sport 1.5      | 31 | Fabbrica Automobili Itala                  | Claudio Sandonnino       | Itala 51 Sport/2.8             | 7:44:43,800 |
| 18              | Racing/Sport 3.0      | 39 | Fabbrica Automobili Sport Torino           | Cesare Castaldetti       | Fast 2S/3.0                    | 7:57:33,800 |
| 19              | Racing/Sport 1.1      | 5  | Domenico Gamboni                           | Domenico Gamboni         | Amilcar 4C GS/1.1              | 7:59:07,000 |
| 20              | Racing/Sport 3.0      | 38 | Fabbrica Automobili Sport Torino           | Augusto Tarabusi         | Fast 2S/3.0                    | 8:01:16,000 |
| 21              | Racing/Sport 1.5      | 29 | Aktiengesellschaft für Automobilbau        | Luigi Pagani             | Aga 6/30 PS/1.5                | 9:27:59,600 |
| Disqualifiziert |                       |    |                                            |                          |                                |             |
| 22              | Racing/Sport 4.5      | 24 | Accomandita Ing. Nicola Romeo & Co         | Antonio Ascari           | Alfa Romeo RLS/3.6             | 6:42:30,000 |
| Ausgefallen     |                       |    |                                            |                          |                                |             |
| 23              | Racing/Sport 1.5      | 36 | Aktiengesellschaft für Automobilbau        | Otto Philipp             | Aga 6/30 PS/1.5                |             |
| 24              | Racing/Sport 1.5      | 19 | Aktiengesellschaft für Automobilbau        | Eric Stahl               | Aga 6/30 PS/1.5                |             |
| 25              | Racing/Sport 2.0      | 37 | Rodolfo Caruso                             | Rodolfo Caruso           | Bianchi 18/2.0                 |             |
| 26              | Racing/Sport 2.0      | 20 | Établissements Ballot                      | Jean Haimovici           | Ballot 2LS/2.0                 |             |
| 27              | Racing/Sport 3.0      | 12 | Pietro Mucera                              | Pietro Mucera            | Ceirano CS 2H/3.0              |             |
| 28              | Racing/Sport 3.0      | 9  | Fabbrica Automobili Itala                  | Antonio Moriondo         | Itala 51 Sport/2.8             |             |
| 29              | Racing/Sport 3.0      | 22 | Fabbrica Automobili Itala                  | Giuseppe Rebuffo         | Itala 51 Sport/2.8             |             |
| 30              | Racing/Sport 3.0      | 26 | Steiger AG                                 | Hans Kolb                | Steiger 10/50 PS/2.6           |             |
| 31              | Racing/Sport 3.0      | 40 | Fabbrica Automobili Sport Torino           | James Tagliavia          | Fast 2S/3.0                    |             |
| 32              | Racing/Sport 3.0      | 2  | Steiger AG                                 | Walter Kaufmann          | Steiger 10/50 PS/2.6           |             |
| 33              | Racing/Sport 3.0      | 7  | Établissements Ballot                      | Jules Goux               | Ballot 2LS/2.0                 |             |
| 34              | Racing/Sport 4.5      | 15 | Luigi Lopez                                | Luigi Lopez              | Nazzaro Grand Prix/4.4         |             |
| 35              | Racing/Sport 4.5      | 17 | Österreichische Waffenfabriks-Gesellschaft | Ferdinando Minoia        | Steyr IV/4.0                   |             |
| 36              | Racing/Sport 4.5      | 41 | Domenico Antonelli                         | Domenico Antonelli       | Mercedes Grand Prix 1914/4.5   |             |
| 37              | Racing/Sport über 4.5 | 30 | Fabbrica Italiana Automobili Torino        | Giuseppe Pastore         | Fiat 519 Speciale              |             |

### Nur in der Meldeliste
Hier finden sich Teams, Fahrer und Fahrzeuge, die ursprünglich für das Rennen gemeldet waren, aber nicht daran teilnahmen.
| Pos. | Klasse | Nr. | Team                                 | Fahrer                    | Chassis |
| ---- | ------ | --- | ------------------------------------ | ------------------------- | ------- |
| 38   |        |     |                                      | Solomano                  | Fiat    |
| 39   |        |     | Società Ligure Piemontese Automobili | Eugenio Beria d'Argentine |         |
| 40   |        |     | Società Ligure Piemontese Automobili | Caberto Conelli           |         |
| 41   |        |     | Società Ligure Piemontese Automobili | Spadoni                   |         |
| 42   |        |     | Steiger AG                           | Giuseppe De Seta          |         |

### Klassensieger
| Klasse                | Fahrer           | Fahrzeug                       | Platzierung im Gesamtklassement |
| --------------------- | ---------------- | ------------------------------ | ------------------------------- |
| Racing/Sport über 4.5 | André Dubonnet   | Hispano-Suiza H6C Speciale/8.0 | Rang 6                          |
| Racing/Sport 4.5      | Giulio Masetti   | Alfa Romeo RLS/3.6             | Rang 2                          |
| Racing/Sport 3.0      | Giuseppe Campari | Alfa Romeo RLS/3.0             | Rang 4                          |
| Racing/Sport 2.0      | Christian Werner | Mercedes Tipo Indy 2000 120 PS | Gesamtsieg                      |
| Racing/Sport 1.5      | Pietro Bordino   | Fiat 501SS Speciale/1.5        | Rang 3                          |
| Racing/Sport 1.1      | Domenico Gamboni | Amilcar 4C GS/1.1              | Rang 19                         |

### Renndaten
- Gemeldet: 42
- Gestartet: 37
- Gewertet: 21
- Rennklassen: 6
- Zuschauer: unbekannt
- Wetter am Renntag: warm und trocken
- Streckenlänge: 108,000 km
- Fahrzeit des Siegerteams: 6:32:37,400 Stunden
- Gesamtrunden des Siegerteams: 4
- Gesamtdistanz des Siegerteams: 432,000 km
- Siegerschnitt: 66,017 km/h
- Schnellste Trainingszeit: keine
- Schnellste Rennrunde: Christian Werner – Mercedes Tipo Indy 2000 120 PS (#10) – 1:34:59,800 = 68,212 km/h
- Rennserie: zählte zu keiner Rennserie